# Giải BAFTA lần thứ 72
Lễ trao giải thưởng Điện ảnh của Viện hàn lâm Vương quốc Anh lần thứ 72 (hay còn gọi là giải BAFTA) được tổ chức vào ngày 10 tháng 2 năm 2019 tại Hội trường Hoàng gia Albert ở Luân Đôn, nhằm vinh danh những tác phẩm điện ảnh của Anh và quốc tế trong năm 2018. Viện Hàn lâm Nghệ thuật Điện ảnh và Truyền hình Anh Quốc (BAFTA) là đơn vị tổ chức và trao giải cho các bộ phim điện ảnh và phim tài liệu đã được công chiếu ở các rạp chiếu phim của Anh trong năm 2018. Tác phẩm hài-chính kịch The Favourite nhận nhiều đề cử nhất (12) và giành 7 chiến thắng, trong đó có các hạng mục Phim Anh hay nhất, Nữ diễn viên chính xuất sắc nhất (Olivia Colman) và Nữ diễn viên phụ xuất sắc nhất (Rachel Weisz). Bộ phim Roma cũng chiến thắng hai giải thưởng quan trọng là Phim hay nhất và Đạo diễn xuất sắc nhất cho Alfonso Cuarón. Nữ diễn viên người Anh Joanna Lumley là người nhận vinh dự chủ trì lễ trao giải năm thứ hai liên tiếp.

## Danh sách cụ thể

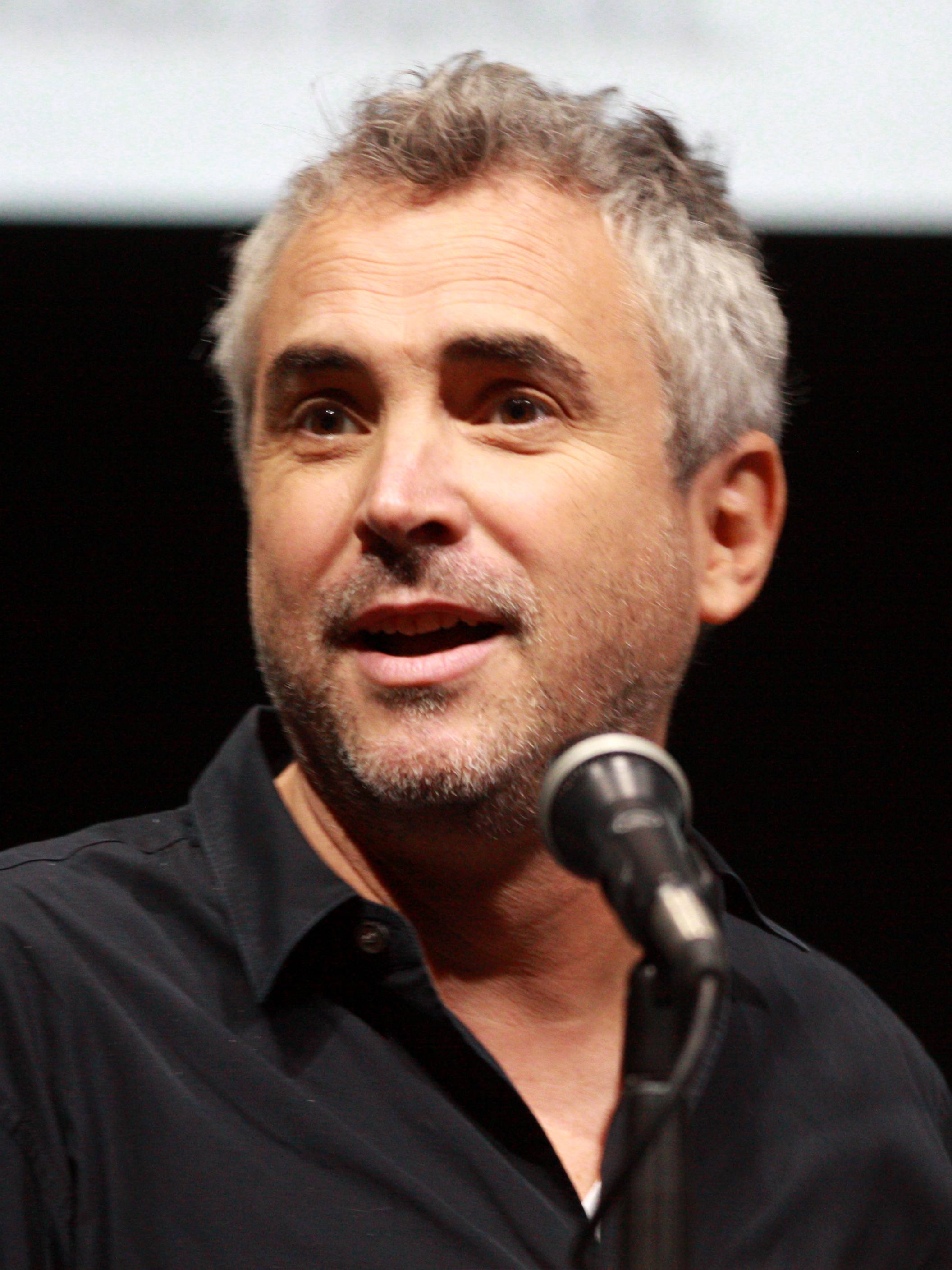
Alfonso Cuarón, chủ nhân giải Đạo diễn xuất sắc nhất và Nhà quay phim xuất sắc nhất

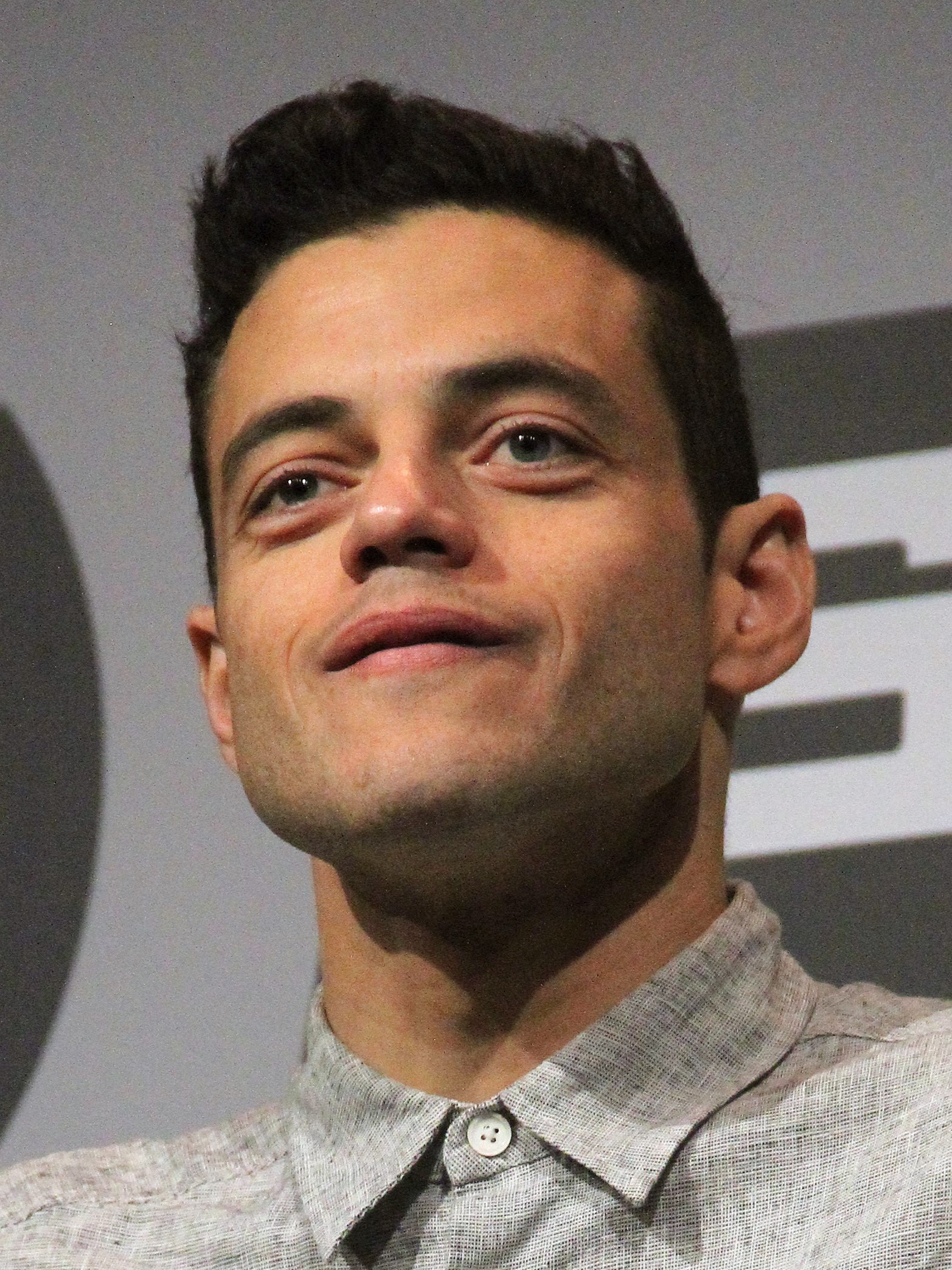
Rami Malek, chủ nhân giải Nam diễn viên chính xuất sắc nhất

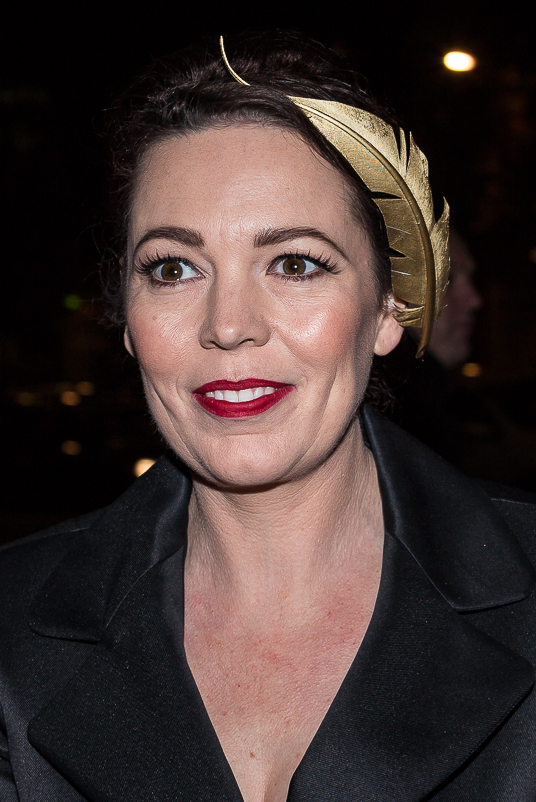
Olivia Colman, chủ nhân giải Nữ diễn viên chính xuất sắc nhất

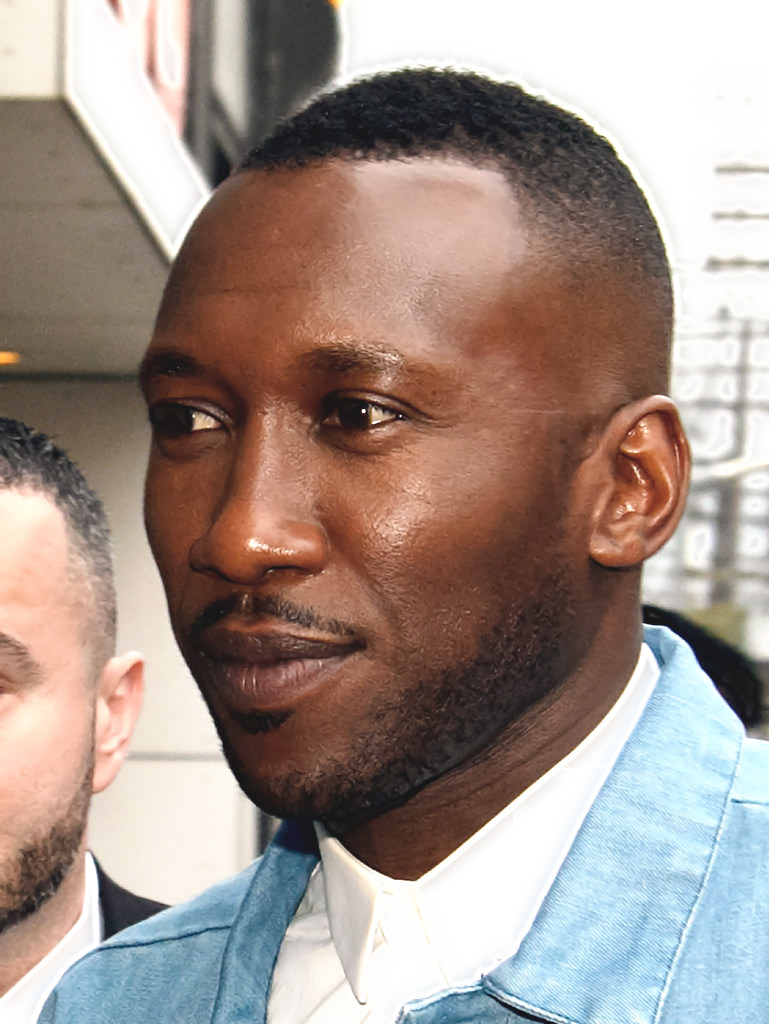
Mahershala Ali, chủ nhân giải Nam diễn viên phụ xuất sắc nhất

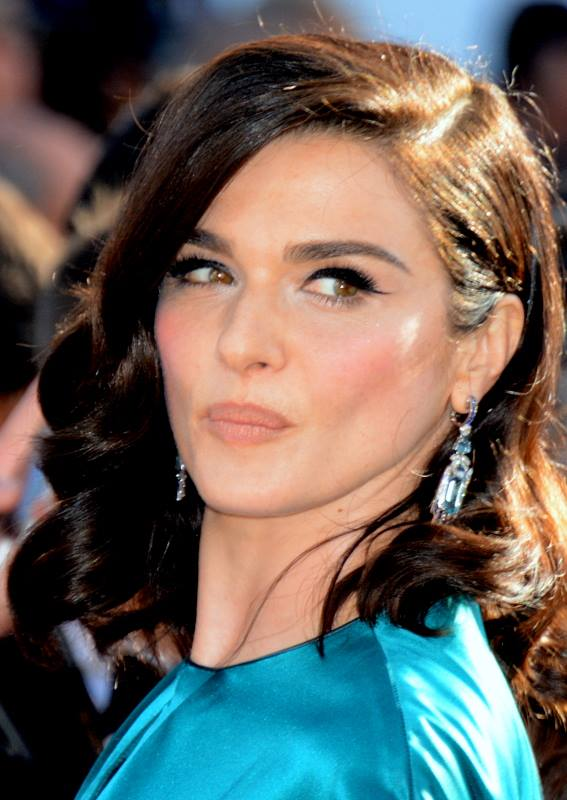
Rachel Weisz, chủ nhân giải Nữ diễn viên phụ xuất sắc nhất

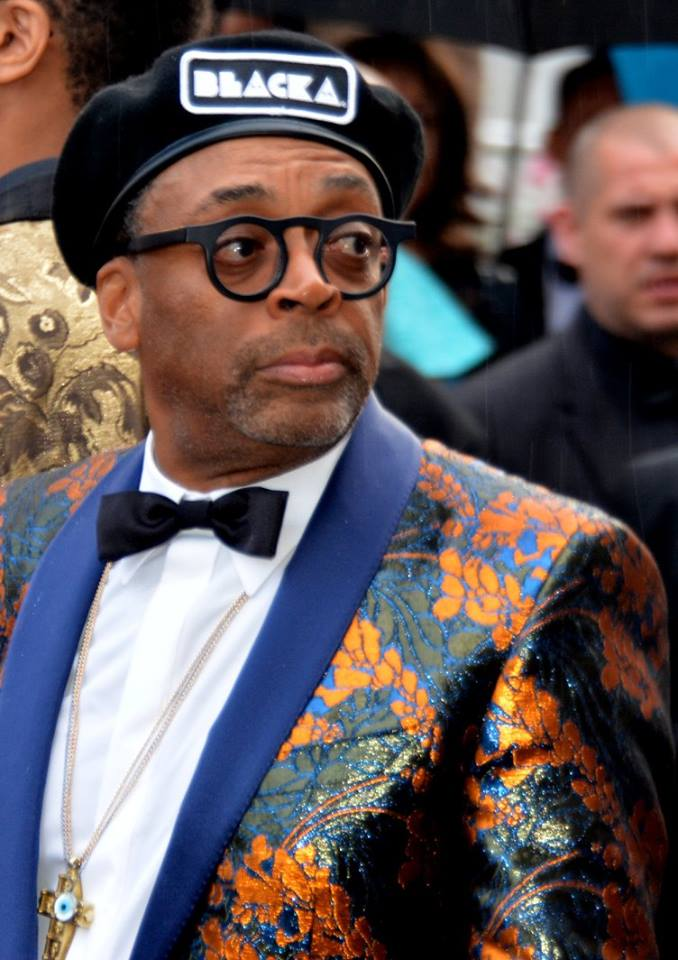
Spike Lee, đồng chủ nhân giải Kịch bản chuyển thể xuất sắc nhất

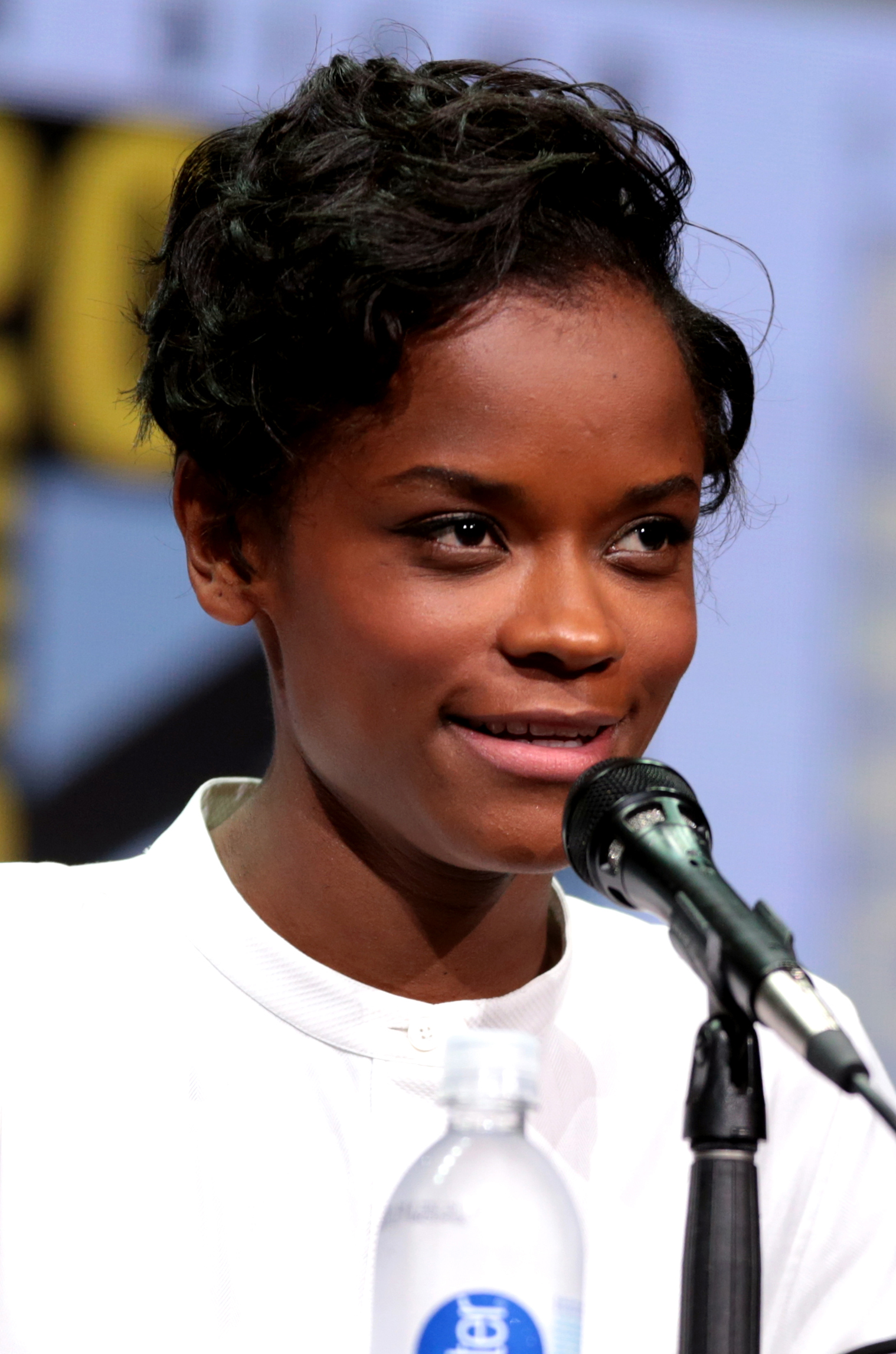
Letitia Wright, chủ nhân giải Ngôi sao triển vọng EE

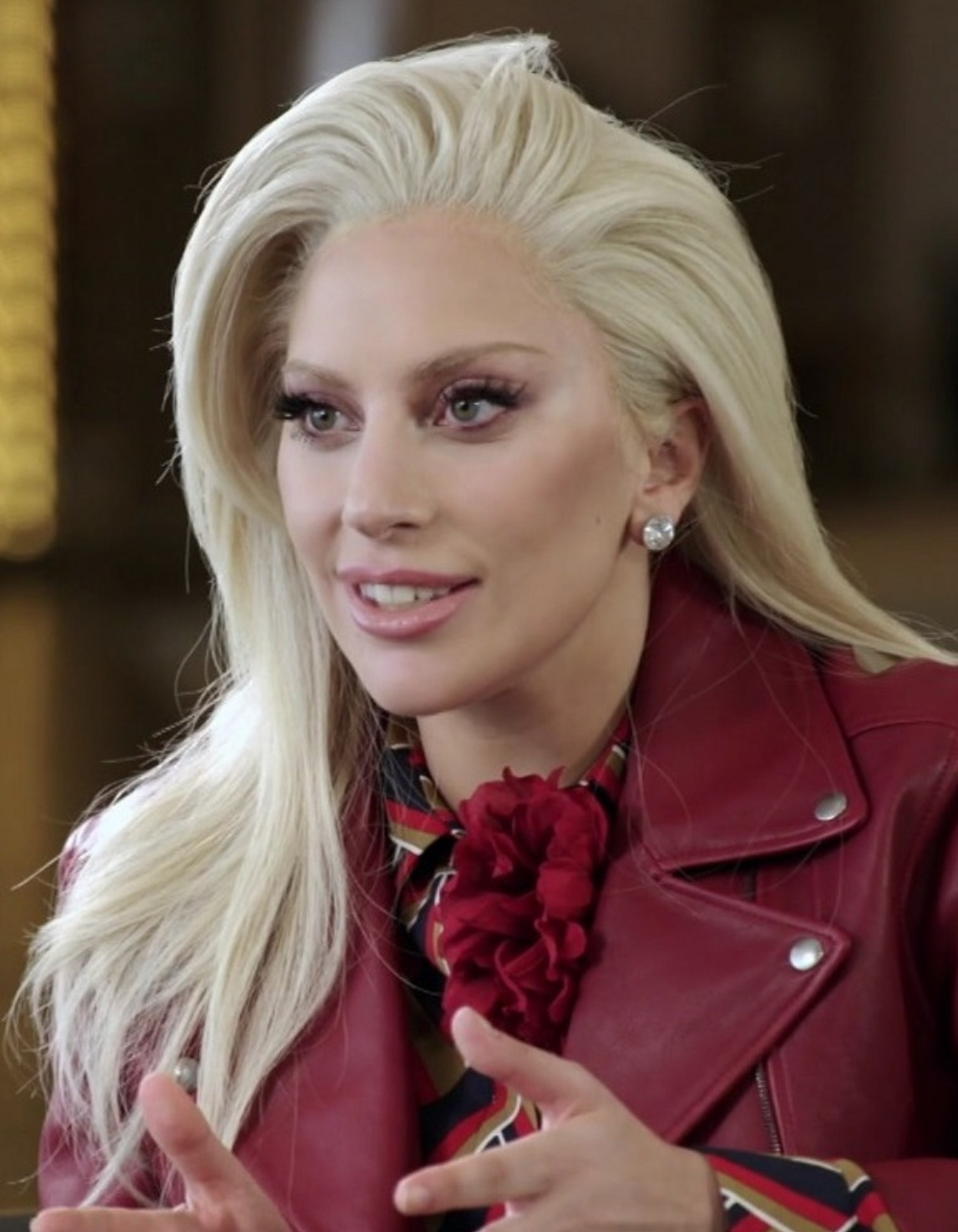
Lady Gaga, nữ chủ nhân đầu tiên của Giải BAFTA cho nhạc phim hay nhất kể từ khi thành lập vào năm 1968.

Các đề cử được công bố vào ngày 9 tháng 1 năm 2019, trong khi phim/người chiến thắng được xướng tên vào ngày 10 tháng 2 năm 2019. Ngày 6 tháng 2 năm 2019, BAFTA tuyên bố gạch tên của Bryan Singer khỏi đề cử của Bohemian Rhapsody: Huyền thoại ngôi sao nhạc rock cho hạng mục Phim Anh hay nhất sau những cáo buộc Singer tấn công tình dục.
| Phim hay nhất | Đạo diễn xuất sắc nhất |
| --- | --- |
| - Roma – Alfonso Cuarón và Gabriela Rodríguez - BlacKkKlansman – Jason Blum, Spike Lee, Raymond Mansfield, Sean McKittrick và Jordan Peele - The Favourite – Ceci Dempsey, Ed Guiney, Yorgos Lanthimos và Lee Magiday - Green Book – Jim Burke, Brian Hayes Currie, Peter Farrelly, Nick Vallelonga và Charles B. Wessler - Vì sao vụt sáng – Bradley Cooper, Bill Gerber và Lynette Howell Taylor                                                                                             | - Alfonso Cuarón – Roma - Bradley Cooper – Vì sao vụt sáng - Yorgos Lanthimos – The Favourite - Spike Lee – BlacKkKlansman - Paweł Pawlikowski – Cold War |
| Nam diễn viên chính xuất sắc nhất | Nữ diễn viên chính xuất sắc nhất |
| - Rami Malek – Bohemian Rhapsody: Huyền thoại ngôi sao nhạc rock vai Freddie Mercury - Christian Bale – Vice vai Dick Cheney - Steve Coogan – Stan & Ollie vai Stan Laurel - Bradley Cooper – Vì sao vụt sáng vai Jackson Maine - Viggo Mortensen – Green Book vai Frank "Tony Lip" Vallelonga | - Olivia Colman – The Favourite vai Nữ vương Anne I - Glenn Close – The Wife vai Joan Castleman - Viola Davis – Khi các góa phụ hành động vai Veronica Rawlings - Lady Gaga – Vì sao vụt sáng vai Ally Maine - Melissa McCarthy – Can You Ever Forgive Me? vai Lee Israel |
| Nam diễn viên phụ xuất sắc nhất | Nữ diễn viên phụ xuất sắc nhất |
| - Mahershala Ali – Green Book vai Don Shirley - Timothée Chalamet – Beautiful Boy vai Nic Sheff - Adam Driver – BlacKkKlansman vai Flip Zimmerman - Richard E. Grant – Can You Ever Forgive Me? vai Jack Hock - Sam Rockwell – Vice vai George W. Bush | - Rachel Weisz – The Favourite vai Sarah Churchill - Amy Adams – Vice vai Lynne Cheney - Claire Foy – Bước chân đầu tiên vai Janet Shearon Armstrong - Margot Robbie – Mary Queen of Scots vai Nữ hoàng Elizabeth I - Emma Stone – The Favourite vai Abigail Hill |
| Kịch bản gốc xuất sắc nhất | Kịch bản chuyển thể xuất sắc nhất |
| - Deborah Davis và Tony McNamara – The Favourite - Alfonso Cuarón – Roma - Brian Hayes Currie, Peter Farrelly và Nick Vallelonga – Green Book - Janusz Głowacki và Paweł Pawlikowski – Cold War - Adam McKay – Vice | - Spike Lee, David Rabinowitz, Charlie Wachtel và Kevin Willmott – BlacKkKlansman - Bradley Cooper, Will Fetters và Eric Roth – Vì sao vụt sáng - Nicole Holofcener và Jeff Whitty – Can You Ever Forgive Me? - Barry Jenkins – If Beale Street Could Talk - Josh Singer – Bước chân đầu tiên |
| Quay phim xuất sắc nhất | Đạo diễn, Biên kịch, Nhà sản xuất đầu tay người Anh nổi bật |
| - Roma – Alfonso Cuarón - Bohemian Rhapsody: Huyền thoại ngôi sao nhạc rock – Newton Thomas Sigel - Cold War – Łukasz Żal - The Favourite – Robbie Ryan - Bước chân đầu tiên – Linus Sandgren | - Michael Pearce (Biên kịch/Đạo diễn), Lauren Dark (nhà sản xuất) – Beast - Daniel Kokotajlo (Biên kịch/Đạo diễn) – Apostasy - Chris Kelly (Biên kịch/Đạo diễn/Nhà sản xuất) – A Cambodian Spring - Leanne Welham (Biên kịch/Đạo diễn), Sophie Harman (nhà sản xuất) – Pili - Richard Billingham (Biên kịch/Đạo diễn), Jacqui Davies (nhà sản xuất) – Ray & Liz |
| Phim Anh hay nhất | Phim tài liệu hay nhất |
| - The Favourite – Yorgos Lanthimos, Ceci Dempsey, Ed Guiney, Lee Magiday, Deborah Davis và Tony McNamara - Beast – Michael Pearce, Kristian Brodie, Lauren Dark và Ivana MacKinnon - Bohemian Rhapsody: Huyền thoại ngôi sao nhạc rock – Graham King và Anthony McCarten - McQueen – Ian Bonhôte, Peter Ettedgui, Andee Ryder và Nick Taussig - Stan & Ollie – Jon S. Baird, Faye Ward và Jeff Pope - You Were Never Really Here – Lynne Ramsay, Rosa Attab, Pascal Caucheteux và James Wilson | - Free Solo – Elizabeth Chai Vasarhelyi và Jimmy Chin - McQueen – Ian Bonhôte và Peter Ettedgui - RBG – Julie Cohen và Betsy West - They Shall Not Grow Old – Peter Jackson - Three Identical Strangers – Tim Wardle, Grace Hughes-Hallett và Becky Read |
| Nhạc phim hay nhất | Âm thanh xuất sắc nhất |
| - Vì sao vụt sáng – Bradley Cooper, Lady Gaga và Lukas Nelson - BlacKkKlansman – Terence Blanchard - If Beale Street Could Talk – Nicholas Britell - Đảo của những chú chó – Alexandre Desplat - Mary Poppins trở lại – Marc Shaiman | - Bohemian Rhapsody: Huyền thoại ngôi sao nhạc rock – John Casali, Tim Cavagin, Nina Hartstone, Paul Massey và John Warhurst - Bước chân đầu tiên – Mary H. Ellis, Mildred Iatrou Morgan, Ai-Ling Lee, Frank A. Montaño và Jon Taylor - Nhiệm vụ bất khả thi: Sụp đổ – Gilbert Lake, James H. Mather, Chris Munro và Mike Prestwood Smith - Vùng đất câm lặng – Erik Aadahl, Michael Barosky, Brandon Procter và Ethan Van der Ryn - Vì sao vụt sáng – Steve A. Morrow, Alan Robert Murray, Jason Ruder, Tom Ozanich và Dean A. Zupancic |
| Thiết kế sản xuất xuất sắc nhất | Hiệu ứng hình ảnh đặc biệt xuất sắc nhất |
| - The Favourite – Fiona Crombie và Alice Felton - Sinh vật huyền bí: Tội ác của Grindelwald – Stuart Craig và Anna Pinnock - Bước chân đầu tiên – Nathan Crowley và Kathy Lucas - Mary Poppins trở lại – John Myhre và Gordon Sim - Roma – Eugenio Caballero và Bárbara Enríquez | - Black Panther: Chiến binh Báo Đen – Geoffrey Baumann, Jesse James Chisholm, Craig Hammack và Dan Sudick - Avengers: Cuộc chiến vô cực – Dan DeLeeuw, Russell Earl, Kelly Port và Dan Sudick - Sinh vật huyền bí: Tội ác của Grindelwald – Tim Burke, Andy Kind, Christian Manz và David Watkins - Bước chân đầu tiên – Ian Hunter, Paul Lambert, Tristan Myles và J.D. Schwalm - Ready Player One: Đấu trường ảo – Matthew E. Butler, Grady Cofer, Roger Guyett và Dave Shirk                                                          |
| Thiết kế phục trang xuất sắc nhất | Hoá trang và làm tóc xuất sắc nhất |
| - The Favourite – Sandy Powell - The Ballad of Buster Scruggs – Mary Zophres - Bohemian Rhapsody: Huyền thoại ngôi sao nhạc rock – Julian Day - Mary Poppins trở lại – Sandy Powell - Mary Queen of Scots – Alexandra Byrne | - The Favourite – Nadia Stacey - Bohemian Rhapsody: Huyền thoại ngôi sao nhạc rock – Mark Coulier và Jan Sewell - Mary Queen of Scots – Jenny Shircore - Stan & Ollie – Mark Coulier, Jeremy Woodhead và Josh Weston - Vice – Kate Biscoe, Greg Cannom, Patricia DeHaney và Chris Gallaher |
| Dựng phim xuất sắc nhất | Phim không nói tiếng Anh hay nhất |
| - Vice – Hank Corwin - Bohemian Rhapsody: Huyền thoại ngôi sao nhạc rock – John Ottman - The Favourite – Yorgos Mavropsaridis - Bước chân đầu tiên – Tom Cross - Roma – Alfonso Cuarón và Adam Gough | - Roma – Alfonso Cuarón và Gabriela Rodríguez - Capernaum – Nadine Labaki và Khaled Mouzanar - Cold War – Paweł Pawlikowski, Tanya Seghatchian và Ewa Puszczyńska - Dogman – Matteo Garrone - Shoplifters – Hirokazu Kore-eda và Kaoru Matsuzaki |
| Phim hoạt hình hay nhất | Phim hoạt hình ngắn Anh hay nhất |
| - Người Nhện: Vũ trụ mới – Bob Persichetti, Peter Ramsey, Rodney Rothman và Phil Lord - Gia đình siêu nhân 2 – Brad Bird và John Walker - Đảo của những chú chó – Wes Anderson và Jeremy Dawson | - Roughhouse – Jonathan Hodgson và Richard Van Den Boom - I'm OK – Elizabeth Hobbs, Abigail Addison và Jelena Popović - Marfa – Greg McLeod và Myles McLeod |
| Phim ngắn hay nhất | Giải Ngôi sao triển vọng BAFTA (do công chúng bầu chọn) |
| - 73 Cows – Alex Lockwood - Bachelor, 38 – Angela Clarke - The Blue Door – Ben Clark, Megan Pugh và Paul Taylor - The Field – Sandhya Suri, Thomas Bidegain và Balthazar de Ganay - Wale – Barnaby Blackburn, Sophie Alexander, Catherine Slater và Edward Speleers | - Letitia Wright - Jessie Buckley - Cynthia Erivo - Barry Keoghan - Lakeith Stanfield |

### Phim có nhiều đề cử và chiến thắng
| Lượng đề cử | Phim                                             |
| ----------- | ------------------------------------------------ |
| 12          | The Favourite                                    |
| 7           | Vì sao vụt sáng                                  |
| 7           | Bohemian Rhapsody Huyền thoại ngôi sao nhạc rock |
| 7           | Bước chân đầu tiên                               |
| 7           | Roma                                             |
| 6           | Vice                                             |
| 5           | BlacKkKlansman                                   |
| 4           | Cold War                                         |
| 4           | Green Book                                       |
| 3           | Can You Ever Forgive Me?                         |
| 3           | Mary Poppins trở lại                             |
| 3           | Mary, Queen of Scots                             |
| 3           | Stan & Ollie                                     |
| 2           | Beast                                            |
| 2           | Sinh vật huyền bí Tội ác của Grindelwald         |
| 2           | If Beale Street Could Talk                       |
| 2           | Đảo của những chú chó                            |
| 2           | McQueen                                          |

| Lượng giải | Phim                                             |
| ---------- | ------------------------------------------------ |
| 7          | The Favourite                                    |
| 4          | Roma                                             |
| 2          | Bohemian Rhapsody Huyền thoại ngôi sao nhạc rock |

### Liên đoàn BAFTA
- Thelma Schoonmaker[8]

### Giải đóng góp nổi bật cho điện ảnh Anh Quốc BAFTA
- Number 9 Films[9]